# Cyclops lacustris
Cyclops lacustris är en kräftdjursart som beskrevs av Sars 1863. Cyclops lacustris ingår i släktet Cyclops och familjen Cyclopidae. Arten är reproducerande i Sverige. Inga underarter finns listade i Catalogue of Life.